# 回來安平港
《回來安平港》，1972年台灣（35mm、寬銀幕、中文字幕、台語發音）黑白電影。本片是以著名台語歌曲《安平追想曲》改編而成。由楊麗花、魏少朋主演。

## 劇情大綱
生長在臺南安平港的青春女子秀琴（楊麗花飾）與因所服務的船隻故障，靠泊待修而滯留此地的「紅毛」船醫達利（小林飾）相戀，未婚懷孕。達利雖允諾負起照顧秀琴母子的責任，卻旋即接到緊急命令，被迫離開臺灣；秀琴遂獨自生養她與達利的「混血」女兒阿金（童年：林小芳飾），而在阿金七歲時病死。
二十多年過去，亭亭玉立的阿金（成年：楊麗花飾）與來自臺北的醫學生志強（魏少朋飾）相戀；志強不顧家人反對，在出國留學前與阿金訂婚，並允諾學成歸來後與她結婚。就這樣，阿金和死去的母親一樣，面臨苦候遠行的戀人回來安平港的命運安排。

## 演員陣容

### 主演
| 演員   | 角色                  | 介紹 |
| 楊麗花 | 秀琴                  | 安平漁港女子。與達利相戀並生下一女。在女兒七歲那年向其交代清楚身世後便撒手人寰。始終沒能等到戀人的歸來。 |
| 楊麗花 | 阿金 （童年：林小芳） | 秀琴跟達利的女兒。和外公相依為命。因混血以致有一頭紅棕色的頭髮。                                         |
| 小林   | 達利                  | 因船隻拋錨而短暫靠岸的荷蘭人船醫。與秀琴相戀。由於居留期滿而離台，從此音訊全無。                         |
| 藍琪   | 美玲                  | 志強的表妹。指腹為婚對象。                                                                               |
| 魏少朋 | 王志強                | 從台北來安平遊玩的醫科大學生。和阿金結識相戀。                                                           |

### 演出
| 演員   | 角色   | 介紹                                     |
| 矮仔財 | 郭阿財 | 走唱藝人。往後認阿金為乾女兒。           |
| 康明   |        |                                          |
| 周遊   | 阿好   |                                          |
| 廖軍達 | 萬成伯 | 秀琴的父親。在秀琴過世後將孫女扶養成人。 |

### 特別演出
| 演員   | 角色       | 介紹         |
| 玲玲   | 旅社老闆娘 |              |
| 游娟   | 王母       | 志強的母親。 |
| 許丙丁 |            | 醫院醫師     |

## 歌曲
- 主題曲：《安平追想曲》　演唱：楊麗花

詞：陳達儒／曲：許石
- 插曲：《回來安平港》　演唱：楊麗花

## 製作團隊
- 原作·監製：許丙丁
- 腳本：高歌
- 攝影：廖慶松／燈光：蔡三吉
- 劇務主任：游進太郎
- 場記：陳春玉／化妝：楊錦／劇照：林春生
- 剪接：黃秋貴（大都洗印公司）
- 音樂：林焜圻、林焜郎、哈都（海飛錄音公司）
- 作曲：許石（太王管弦樂隊）
- 幕後主唱：楊麗花、林秀珠
- 策劃：陳啟成、楊勝
- 製片：許勝夫
- 導演：吳飛劍
- 出品：台南龍昇影業設社

## 外部連結
- 安平追想曲 「金」有其人（页面存档备份，存于） / 自由時報
- 民代爭取重映懷舊電影 楊麗花時裝扮相驚豔（页面存档备份，存于） / 中時電子報
- 「看見台灣經典影展」企圖為老片找到新觀眾（页面存档备份，存于） / 國家電影中心
- 回來安平港（页面存档备份，存于） /  蘋果日報